# Aponogetonàcies
Les Aponogetonaceae són una família de plantes amb flors dins l'ordre Alismatales. Les Aponogetonaceae es consideren lligades al complex de famílies que fa junt amb Potamogetonaceae i Najadaceae.
En dècades recent aquest família ha estat reconeguda universalment pels taxonomistes. Aquesta família consta de només un gènere, Aponogeton, amb 40-50 espècies de plantes aquàtiques. Aquest nom va ser publicat en Supplementum Plantarum 32: 214 (1782). El nom deriva de la seva ubicació geogràfica. Algunes espècies es fan servir com planta ornamental dins aquaris.

## Aponogeton

### Distribució
Són plantes aquàtiques que es troben en les regions tropical a temperades càlides d'Àfrica, Àsia i Australàsia.
Aponogeton distachyos 's originari d'Àfrica del Sud però s'ha naturalitzat al sud d'Austràlia, Oest d'Amèrica del Sud i Oest d'Europa.
Diverses de les 11 espècies de Madagascar dins aquest gènere s'han introduït com plantes d'aquari: Aponogeton boivinianus, A. longiplumulosus, A. madagascariensis i A. ulvaceus. Aponogeton bernierianus, A. capuronii, A. decaryi and A. tenuispicatus s'han importat però són difícils de mantenir. De les 16 espècies asiàtiques i australianes, A. crispus, A. elongatus, A. rigidifolius, A. robinsonii i A. undulatus són útils com planta d'aquari. Aponogeton jacobensii, A. natans i A. loriae, s'han cultivat però no s'ha provat el seu comportament com planta d'aquari..

### Ecologia
Moltes espècies poden suportar el període sec entrant en dormància gràcies als seus tubercles.

### Ús
A més de com a planta ornamental d'aquari o basses, algunes espècies tenen els tubercles comestibles tant pels humans com pels ramats.

### Algunes espècies
- Aponogeton abyssinicus Hochst. ex A. Rich.
- Aponogeton afroviolaceus Lye
- Aponogeton angustifolius Ait.
- Aponogeton azureus H. Bruggen
- Aponogeton bernerianus (Decne.) Hook.
- Aponogeton boivinianus Baill. ex Jum.
- Aponogeton bogneri H. Bruggen
- Aponogeton capuronii H. Bruggen
- Aponogeton crispus Thunb.
- Aponogeton desertorum Zeyh. ex A. Spreng.
- Aponogeton distachyos L.f.
- Aponogeton elongatus F. Muell. ex Benth.
- Aponogeton fotianus J. Raynal
- Aponogeton junceus Lehm.
- Aponogeton longiplumulosus H. Bruggen (1968)
- Aponogeton madagascariensis (Mirb.) H. Bruggen
- Aponogeton natalensis Oliv.
- Aponogeton natans (L.) Engl. & K. Krause
- Aponogeton nudiflorus Peter.
- Aponogeton ranunculiflorus Jacot Guill. & Marais
- Aponogeton rehmannii Oliv.
- Aponogeton rigidifolius H. Bruggen
- Aponogeton stuhlmannii Engl.
- Aponogeton subconjugatus Schumach. & Thonn.
- Aponogeton troupinii J. Raynal
- Aponogeton ulvaceus Bak.
- Aponogeton undulatus Roxb.
- Aponogeton vallisnerioides Baker
- Aponogeton satarensis

Fonts:

### Cultiu
Tots els Aponogetons són fàcils de cultivar. En el període de descans s'ha de tenir en compte que totes les espècies tenen tubercle (excepte A. rigidifolius que té un rizoma) i experimente un període de dormància natural corresponent a l'estació seca del seu lloc d'origen i en el cas de les espècies asiàtiques el període de descans correspon al període fred. En condicions de cultiu, durant la dormància es guarden els tubercles en sorra en un lloc fosc i fresc durant 2-3 mesos entre 10 i 18 °C. Fins que no es vegi que broten noves fulles no s'han de tornar les plantes a l'aquari o la bassa.